# Elección para gobernador de Kentucky de 1927
La elección para gobernador de Kentucky de 1927 se llevó a cabo el 8 de noviembre de ese año. El republicano Flem D. Sampson derrotó al candidato demócrata y exgobernador John C. W. Beckham.
Las elecciones primarias se realizaron el 6 de agosto de 1927.

## Primaria republicana
| Candidatos      | Votos   | %     |
| --------------- | ------- | ----- |
|                 | Votos   | %     |
| Flem D. Sampson | 123,302 | 59.50 |
| Robert H. Lucas | 83,927  | 40.50 |
|                 |         |       |
| Total           | 207,229 | 100   |
|                 |         |       |
| Fuente:         |         |       |

## Primaria demócrata
| Candidatos         | Votos   | %     |
| ------------------ | ------- | ----- |
|                    | Votos   | %     |
| John C. W. Beckham | 161,681 | 53.95 |
| Robert T. Crowe    | 137,992 | 46.05 |
|                    |         |       |
| Total              | 299,673 | 100   |
|                    |         |       |
| Fuente:            |         |       |

## Resultados
| Partido                         | Partido     | Candidato          | Votos   | %     |
| ------------------------------- | ----------- | ------------------ | ------- | ----- |
|                                 | Republicano | Flem D. Sampson    | 399,698 | 52.09 |
|                                 | Demócrata   | John C. W. Beckham | 367,576 | 47.91 |
|                                 |             |                    |         |       |
| Total                           | Total       | Total              | 767,274 | 100   |
|                                 |             |                    |         |       |
| Fuente: Guide to U.S. Elections |             |                    |         |       |